# Hiperon
Hiperon je barion, ki vsebuje en ali več kvarkov s, nima pa kvarkov c niti kvarkov b. V njihovo sestavo vstopa najmanj en kvark s.
Sodelujejo v močnih interakcijah.
Hiperoni tako spadajo med hadrone in fermione (pokoravajo se Fermi-Diracovi statistiki). 

## Vrste hiperonov
Med hiperoni so trije hiperoni z oznako Σ (Σ+, Σ0 in Σ- – glej dekuplet barionov). 
Dva hiperona imata oznako Ξ (Ξ- in Ξ0). 
Znan je samo en hiperon z oznako Λ (Λ0 – glej oktet barionov).
Znan je tudi samo en hiperon z oznako Ω (Ω- – glej dekuplet barionov).

## Seznam hiperonov
V naslednji preglednici so navedene nekatere lastnosti hiperonov:
| delec              | oznaka   | sestava | mirovna masa MeV/c² | izospin I | spin(parnost) JP | q  | S  | C | B' | srednja življenjska doba s | običajen razpad                 |
| ------------------ | -------- | ------- | ------------------- | --------- | ---------------- | -- | -- | - | -- | -------------------------- | ------------------------------- |
| barion Λ           | Λ0       | uds     | 1 115,683(6)        | 0         | 1/2+             | 0  | −1 | 0 | 0  | 2,60. 10-10                | p+ + π- ali n0 + π0             |
| barion Σ           | Σ+       | us      | 1 189,37(0,7)       | 1         | 1/2+             | +1 | −1 | 0 | 0  | 8,018.10-11                | p+ + π0 ali ns0 + π+            |
| barion Σ           | Σ0       | uds     | 1 192,642(24)       | 1         | ½+               | 0  | −1 | 0 | 0  | 7,4.10-20                  | Λ+ + γ                          |
| barion Σ           | Σ-       | ds      | 1 197,449(30)       | 1         | 1/2+             | −1 | −1 | 0 | 0  | 1,479.10-10                | n0 + π-                         |
| barion Σ resonanca | Σ+(1385) | us      | 1 382,8(4)          | 1         | 3/2+             | +1 | −1 | 0 | 0  |                            | Λ + π ali Σ + π                 |
| barion Σ resonanca | Σ0(1385) | uds     | 1 383,7±1,0         | 1         | 3/2+             | 0  | −1 | 0 | 0  |                            | Λ + π ali Σ + π                 |
| barion Σ resonanca | Σ-(1385) | ds      | 1 387,2(5)          | 1         | 3/2+             | −1 | −1 | 0 | 0  |                            | Λ + π ali Σ + π                 |
| barion Ξ           | Ξ0       | us      | 1 314,83(20)        | 1/2       | ½+               | 0  | −2 | 0 | 0  | (2,90±0,09).10-10          | Λ0 + π0                         |
| barion Ξ           | Ξ-       | ds      | 1 321,31(13)        | 1/2       | 1/2+             | −1 | −2 | 0 | 0  | (1,639±0,015).10-10        | Λ0 + π-                         |
| barion Ξ resonanca | Ξ0(1530) | us      | 1 531,80(32)        | 1/21⁄2    | 1/2+3⁄2+         | 0  | −2 | 0 | 0  |                            | Ξ + π                           |
| barion Ξ resonanca | Ξ-(1530) | ds      | 1 535,0(6)          | 1/21⁄2    | 1/2 +            | −1 | −2 | 0 | 0  |                            | Ξ + π                           |
| barion Ω           | Ω-       | s       | 1 672,45(29)        | 0         | 3/2+             | −1 | −3 | 0 | 0  | (8,21±011).10-11           | Λ0 + K- ali Ξ0 + π- ali Ξ- + π0 |